# Peter Friedrich Matthiessen
Peter Friedrich Christian Matthiessen (* 24. April 1800 in Uetersen; † 1865 in Glückstadt) war ein deutscher Autor, Jurist und Rechtsanwalt.

## Leben
Er wurde 1800 als Sohn einer Arbeiterfamilie in Uetersen geboren und ließ sich nach einer juristischen Ausbildung an der Christian-Albrechts-Universität zu Kiel als Advokat nieder. 1832 wurde Matthiessen Justitiar der adligen Güter Groß- und Klein-Kollmar sowie dem Gut Seestermühe, diese Güter gehörten einst Hans von Ahlefeldt († 1500 in der Schlacht bei Hemmingstedt) und waren seit Ende des 18. Jahrhunderts durch die Grafen von Kielmannsegg wiedervereint worden. In seiner Tätigkeit als Gerichtsherr hatte er Zugang zu den Gutsarchiven und führte viele Prozesse um die Rechtsverhältnisse der Güter, allein der Streit um die Zugehörigkeit der Güter Groß- und Klein Kollmar und Neuendorf füllte Aktenberge. Matthiessen verfasste diverse Schriften über Rechtsverhältnisse und historisch-topographisch-statistische Abhandlungen über verschiedene Gebiete und Orte der Herzogtümer, die von Hermann Biernatzki und Johannes von Schröder in ihren Büchern übernommen wurden. Sein Buch Die holsteinischen adlichen Marschgüter Seestermühe Gross- und Klein-Collmar, das er im Jahr 1838 veröffentlichte, ging dabei über die meisten  historisch-topographisch-statistischen Abhandlungen hinaus und ist heute noch für die Erforschung der Geschichte der holsteinischen Elbmarschen unentbehrlich. Detlef Detlefsens Bände: Geschichte der holsteinischen Elbmarschen (1891 und 1892) und Heinrich Raves Buch: Die Amtsbezirke Kollmar und Seestermühe in historisch-statistischer Hinsicht (1901) basieren ebenfalls auf seinen Veröffentlichungen. Peter Matthiessen wurde 1839 zum Kanzleirat ernannt und zog 1844 nach Glückstadt, wo er 1865 verstarb.